# ピボット (企業)
株式会社ピボット（英文社名：PIVOT Co., Ltd. ）は、長野県松本市に本社を置く自動車用電子機器メーカーである。
開発設計と製造を社内化し、各専門職を配置する技術者集団。スロットルコントローラー、オートクルーズコントローラー、各種メーター、データロガー、エンジン制御装置などを製造。

## 概要
工業デザイナーの内川誠一は、1985年に電子化され始めた自動車用制御製品を開発・製造するためピボット社を創業。翌1986年9月3日に会社設立した。
モータースポーツや市販品で培った技術を背景に、近年では低燃費・安全・環境保護などの先進技術を開拓する。自動車メーカーやカーナビゲーションメーカーにもメーターやエンジンスターターなどをOEM供給する。

## 沿革
- 1986年　株式会社ピボットを設立
- 1988年　自動車メーカー・自動車用品メーカー・レース機器メーカー5社と機器研究開発で業務提携
- 1989年　本社工場を新築
- 1996年　本社工場に開発研究棟を増築
- 2000年　アメリカ・東南アジアに正規ディーラーを設置
- 2005年　エコ運転支援装置「e-drive」が「カーグッズオブザイヤー」を受賞
- 2006年　アルパイン社ナビゲーションにe-drive機能搭載

## 製品
- OBDメーター
  - センサー装着が必要だった機械式の針式メーターをOBDコネクターに接続しステッピングモーターで高精度に表示させるメーター。
- スロットルコントローラー
  - アクセルの踏み込み量に応じたエンジンの出力を調整するスロットルコントローラーは、独自のECOモード機能も併せ、低燃費走行からハイレスポンスまで自在な走りが行える。
- 後付けオートクルーズ
  - オートクルーズ機能を付加したスロットルコントローラー。